# 李景瑞 (1914年)
李景瑞（1914年—1969年），中国人民解放军将领、中国人民解放军开国少将。
曾任中国人民解放军南京军区司令部通信处处长。1955年，授予中国人民解放军少将。